# 菊川信
菊川 信（きくかわ しん、2005年9月18日 - ）は、日本のスラックラインプロアスリートである。チームギボンスラックラインに所属している。練習場所は愛知県のslackline park gambader （ガンバデ）である。

## 人物
三重県出身で愛知県名古屋市で育ち、13歳でスラックラインに出会いスラックラインの魅力に惹かれ毎日ガンバデに通い、わずか1年でメーカーのサポートを受け、数々の大会で結果を残しスラックライン界でもトップクラスの選手となった。

## 出場経歴
2018年
- Fullcombo Japan Cup：アクティブクラス優勝
- YUKIMICUP：優勝[2]

2019年
- GIBBONCUP in Oosaka：3位
- GIBBONCUP in Yamanashi：準優勝[3]
- GIBBONCUP日本オープンスラックライン選手権大会：準優勝[4]
- Fullcombo World Cup：4位
- 全国スラックライン大会in碧南
- NINJAGAMES：優勝[5]
- ISIスラックライン世界ランキング2位

2020年
- Japan Beach Games Festival Chiba 2020：優勝[6]
- Fullcombo Japan Cup：優勝[7]